# 440.
◄ | 4. stoljeće | 5. stoljeće | 6. stoljeće | ►
◄ | 410-ih | 420-ih | 430-ih | 440-ih | 450-ih | 460-ih | 470-ih | ►
◄◄ | ◄ | 437. | 438. | 439. | 440. | 441. | 442. | 443. | ► | ►►
Astronomija • Književnost • Kršćanstvo • Pravo • Promet

## Smrti
- 18. kolovoza – Siksto III., papa

## Vanjske poveznice
|  | Zajednički poslužitelj ima još gradiva o temi 440. |